# Hippocrateoideae
Hippocrateoideae es una subfamilia de plantas con flores perteneciente a la familia Celastraceae. El género tipo es: Hippocratea L.

## Géneros
- Anthodon Ruiz & Pav.
- Apodostigma R. Wilczek
- Arnicratea N. Hallé
- Bequaertia R. Wilczek
- Campylostemon Welw.
- Cuervea Triana ex Miers
- Elachyptera A. C. Sm.
- Helictonema Pierre
- Hemiangium A. C. Sm. = Hippocratea L.
- Hippocratea L.
- Hylenaea Miers
- Loeseneriella A. C. Sm.
- Prionostemma Miers
- Pristimera Miers
- Reissantia N. Hallé
- Semialarium N. Hallé
- Simicratea N. Hallé
- Simirestis N. Hallé
- Tristemonanthus Loes.